# توماس باسيل همفريز
توماس باسيل همفريز هو سياسي كندي، ولد في 10 مارس 1840، وتوفي في 26 أغسطس 1890. مثل ليلويت من 1871 إلى 1875 ، مقاطعة فيكتوريا من 1875 إلى 1882 وكوموكس من 1887 إلى 1890 في الجمعية التشريعية لكولومبيا البريطانية. ولد في ليفربول ، ابن جون باسل همفريز وماري إليزابيث مورغان ، وتلقى تعليمه في والتون أون ذا هيل. جاء همفريز إلى كولومبيا البريطانية عن طريق كاليفورنيا في عام 1858.